# Grubianella brevicirrata
Grubianella brevicirrata är en ringmaskart som beskrevs av Wu, Wu och Qian 1987. Grubianella brevicirrata ingår i släktet Grubianella och familjen Ampharetidae. Inga underarter finns listade i Catalogue of Life.